# Angie Be
 (avril 2025).
 (avril 2025).
- Si vous ne connaissez pas le sujet, laissez ce bandeau (vous pouvez alors contacter les auteurs).
- Si vous supprimez le contenu mis en cause (vous pouvez préalablement contacter les auteurs),

argumentez précisément cette suppression dans la page de discussion
(un manque de référence n'est pas un argument ; une recherche réelle de référence doit avoir été effectuée, être formellement documentée).
 (avril 2025).
Si vous disposez d'ouvrages ou d'articles de référence ou si vous connaissez des sites web de qualité traitant du thème abordé ici, merci de compléter l'article en donnant les références utiles à sa vérifiabilité et en les liant à la section « Notes et références ».
Pour les articles homonymes, voir Bouche (homonymie) et Be.
Ne doit pas être confondue avec l’actrice Élodie Bouchez
Angie Be, de son vrai nom Élodie Bouche, est une personnalité médiatique française. Elle est surtout connue pour sa participation en 2009 à la saison 3 de Secret Story. Elle a également été chanteuse.

## Biographie
Après sa participation en 2009 comme candidate à la saison 3 de Secret Story, son single Soundwaves a été classé no 17 aux hit-parade français la même année. 6 mois après, l'album est toujours présent dans les charts, sans aucune sortie, et pointe même à la 23e place du hit-parade français. Courant décembre 2009 a été mis en vente sur les plateformes de téléchargement légal une version française de Soundwaves[Quoi ?]. Cette version est dans la programmation musicale de Fun Radio courant octobre 2009 - mars 2010.[réf. nécessaire]
Originaire du Nord de la France, ses apparitions à la télévision en tant que mannequin pour la marque de stimulateurs musculaires Sport-Elec ou bien encore ses prestations pour le site automoto.fr, sous le pseudo de Jenny ont fait parler d'elle après son entrée dans la Maison des Secrets.
Mère d'une petite fille et séparée du père de celle-ci, elle devait épouser un autre candidat de l'émission de TF1, Romain Chavent, mais annonce deux mois après que le mariage est annulé et qu'elle se sépare de Romain.[réf. nécessaire]
En septembre 2010, elle est engagée comme animatrice sur la radio Hotmix Radio et anime sa propre émission "Angie's People" de 21h à 23h où elle reçoit des artistes et des stars de téléréalité. Son contrat n'est cependant pas reconduit l'année suivante.[réf. nécessaire]
En 2010, elle remporte le concours Eurodanceweb Award avec son single Soundwaves. Son nouveau titre s'intitule Forever. Il est accompagné d'un clip tourné à Paris.[réf. nécessaire]